# Bitwa pod Kennesaw Mountain
Bitwa pod Kennesaw Mountain – starcie zbrojne, które miało miejsce 27 czerwca 1864 roku podczas kampanii atlanckiej, będącej częścią wojny secesyjnej. Wbrew nazwie większość działań zbrojnych podczas bitwy było prowadzonych na południe od góry Kennesaw w okolicach Marietty w Georgii. W bitwie uczestniczyła federalna Armia Tennessee dowodzona przez gen. Williama T. Shermana oraz konfederacka Armia Tennessee dowodzona przez gen. Josepha E. Johnstona.

## Sytuacja przed bitwą
W trakcie swojego pochodu przez północną Georgię Sherman przesuwał swoje jednostki wzdłuż linii kolejowej pomiędzy Chattanoogą w Tennessee a Atlantą. Johnston, chcąc przeszkodzić w pochodzie wojsk Unii, zajmował pozycje defensywne. Jednak szybko wycofywał się, kiedy tylko Sherman obchodził jego pozycje z flanki. W okolicach góry Kennesaw konfederaci zlokalizowali sieć okopów i umocnień przygotowanych, aby powstrzymać pochód unionistów. Tym razem, próbując oflankować siły Konfederacji, Sherman został zaatakowany przez siły gen. Johna B. Hooda. Unioniści zawrócili, zaś czerwcowe deszcze poważnie utrudniały przemieszczanie mas żołnierzy. Sherman uznał, iż w tej sytuacji nie może ryzykować dalszego marszu z dala od linii zaopatrzeniowych, uważał jednak, że pozycje Konfederatów są zbyt rozciągnięte. Planował więc frontalnie zaatakować pozycje Konfederacji, co doprowadzić miało do przełamania frontu.

## Bitwa
Unioniści rozpoczęli atak wczesnym rankiem od ostrzelania pozycji konfederacji przez artylerię. Następnie uderzyła, podzielona na 3 części, piechota. Korpus dowodzony przez gen. George’a H. Thomasa zaatakował konfederackie centrum, oddziały gen. Jamesa B. McPhersona uderzyły na stokach Little Kennesaw Mountain, zaś zadaniem żołnierzy gen. Johna Schofielda było powstrzymanie korpusu Hooda na południu. Do pierwszego starcia doszło na łuku, niedaleko centrum konfederackich pozycji, w miejscu znanym jako Dead Angle. Sherman próbował przełamać pozycje przeciwnika na górze Kennesaw, co się jednak nie powiodło, zmuszając generała Unii do odwrotu.

## Następstwa
Straty po stronie Unii wyniosły 3 tysiące zabitych i zaginionych, zaś po stronie Konfederacji poległo ok. tysiąca żołnierzy. W bitwie zostali również śmiertelnie ranni gen. Charles G. Harker oraz Daniel McCook Jr.
Gen. Sherman powrócił do swojej dawnej taktyki i spróbował otoczyć przeciwnika, jednak Johnston zdołał się w porę wycofać. Następną ważną bitwą kampanii było starcie pod Peachtree Creek.